# Justino Quintana
Justino Costa Quintana (27 de Setembro de 1924 — 15 de Maio de 1989) foi um advogado, professor e político brasileiro.
Foi eleito deputado estadual, pelo PTB, para a 39ª,40ª e 41ª Legislaturas da Assembleia Legislativa do Rio Grande do Sul, de 1955 a 1963. Ocupou o cargo de secretário de educação do RS no governo de Leonel Brizola, de 1959 a 1963. Após o golpe de 1964, com seus direitos políticos cassados, atuou como advogado e professor na Fundação Universidade de Bagé (atual, Urcamp). No final da vida, ainda disputou pelo PMDB a eleição para prefeitura de Bagé em 1985, no entanto, não obteve êxito.